# Kings of Rock – Tenacious D
Kings of Rock – Tenacious D (Originaltitel: Tenacious D in The Pick of Destiny) ist eine Musical-Komödie aus dem Jahr 2006 von Liam Lynch mit Jack Black und Kyle Gass in den Hauptrollen.

## Handlung
Der junge Jack Black, auch JB genannt, lebt in einer bescheidenen, streng religiösen Familie in Kickapoo in Missouri. Beim Abendessen präsentiert er einen selbst komponierten Rocksong, in dem der Ausdruck „Fuck“ häufig verwendet wird. Es kommt zu einer Auseinandersetzung mit seinem Vater. Dieser legt Jables in seinem Zimmer übers Knie, schlägt ihn mit seinem Gürtel und reißt ihm anschließend sämtliche Poster diverser Rockbands von der Wand. Nur das Poster von Ronnie James Dio bleibt übrig, da es hinter der offenen Tür verborgen war. Der junge JB wendet sich Hilfe suchend, schon fast wie in einem Gebet an DIO (Dio ist auch das italienische Wort für „Gott“), der plötzlich aus dem Poster zu ihm spricht. Er weist JB an, nach Hollywood zu gehen und dort die beste Band der Welt zu gründen. Heimlich verlässt der junge JB das Elternhaus und macht sich zu Fuß auf den Weg. Da er auf seiner Reise erst mehrere falsche Orte aufsucht, die alle den Namen Hollywood tragen, dauert seine Reise mehrere Jahre.
Der inzwischen erwachsene JB trifft schließlich in Los Angeles am Strand von Venice Beach erstmals auf Kyle Gass, auch kurz KG genannt, der als Straßenmusiker an der Promenade Gitarre spielt. JB bewundert Kage für dessen außerordentliche Fähigkeiten im Gitarrenspiel und himmelt ihn an. Dieser lässt jedoch JB spüren, dass er ein richtiger Rockstar ist, und erklärt sich erst nach längerem Zögern bereit, JB Unterricht in Rock zu geben. Es werden „Powerslides“, „Ständer-Stützen“ sowie andere „essentielle“ Dinge des Rock-’n’-Roll-Lebens geübt.
Als JB herausfindet, dass KG ihn angelogen hat und selber kein Rockstar ist, sondern ebenso eine gescheiterte Existenz, die keinerlei Erfolge vorzuweisen hat, sondern von den Schecks seiner Mutter lebt, kommt es zum Streit. Nicht einmal die langen Haare von KG sind echt, sondern nur eine Perücke. Laut einer Rückblende hat KG die Halbglatze bereits seit seiner Kindheit und wurde von seiner Mutter liebevoll „Pumpkin“ (deutsch: Kürbis, was aber im Englischen eher so viel wie „Mäuschen“ oder „Schatz“ bedeutet) genannt. Nachdem JB herausfindet, dass KG ihm mit dem letzten Geld der Miete eine Gitarre gekauft hat, versöhnen sich beide und beschließen, eine Band zu gründen: Tenacious D. Der Name ist Schicksal, denn er wird durch ein Muttermal bestimmt: Auf der rechten Gesäßhälfte von JB ist das Wort „Tenac“ zu erkennen, auf der linken Gesäßhälfte von KG wiederum erkennt man „ious D“. Auch haben beide schon ihren ersten Fan, den Pizzaboten Lee.
Nach einer eher mäßig erfolgreichen Vorstellung in einem Club fragen sie sich, weshalb ihre Idole so großen Erfolg haben. KG fällt auf, dass alle großen Gitarristen auf den Titelblättern verschiedener Magazine mit ein und demselben Gitarrenpick (Plektrum) spielen. Beim Versuch, ein solches Plektrum in einem riesigen Gitarrengeschäft zu kaufen, erzählt ihnen der Verkäufer die Geschichte des geheimnisvollen „Plek des Schicksals“, abgekürzt PDS (im Original: POD – Pick of Destiny). Einst beschwor ein Magier im Mittelalter den Teufel herauf. Dieser war jedoch nicht zu unterwerfen, so wollte der Teufel den Magier mit in die Hölle reißen. Ein junger Schmied rettete den Magier, indem er dem Teufel einen Zahn ausschlug. Der Teufel war nicht mehr „komplett“, da ein Teil von ihm fehlte, und der Magier konnte ihn mit einem Spruch zurück in die Hölle schicken. Aus Dank für die Rettung half der Magier dem Schmied, dessen Angebetete zu erobern; er schnitzte dem Schmied aus dem Zahn des Teufels ein Plektrum. Damit konnte der Schmied auf einer Laute so gut musizieren, dass er das Herz seiner Liebsten erobern konnte. Das PDS war lange Zeit verschollen, bis es Anfang des 20. Jahrhunderts wieder auftauchte und in den Besitz einiger großer Rockmusiker gelangte, wie zum Beispiel Eddie Van Halen oder Angus Young. Nun soll sich das Plektrum im „Rock and Roll History Museum“ befinden.
JB und KG beschließen, das PDS aus dem Museum zu stehlen. So machen sich beide mit dem geborgten Auto von Lee auf die Reise. In einem kleinen Restaurant auf dem Weg kommt es zu einem Streit zwischen den beiden. Jables will unbedingt das PDS, Kage jedoch lässt sich von ein paar jungen Studentinnen auf eine Party einladen, denen gegenüber er sich als Rockstar ausgibt. Daraufhin trennt sich der Weg der beiden. JB macht sich alleine auf zum Museum. Dort möchte er einbrechen mit Hilfe einer selbst gezeichneten Karte, die er von einem mysteriösen Fremden mit ungewöhnlichem Akzent, Krücken und dem Aussehen eines Landstreichers erhalten hat. KG fährt mit den Studentinnen auf die Party, auf der er einen seiner Hits spielen soll. Er wird ausgebuht, verspottet und verlässt die Party wieder. Jables irrt in der Zwischenzeit durch einen Wald und isst sich an wilden Pilzen satt, die sich als halluzinogen herausstellen. JB hat einen intensiven Trip, in dem er Sasquatch (auch bekannt als Bigfoot) trifft und mit ihm durch einen bunten Traumwald reist.
Im Luftschacht des „Rock and Roll History Museum“ treffen sich JB und KG wieder und versöhnen sich. Sie finden das PDS, das aber durch einen Lichtvorhang gesichert wird. JB turnt durch das Netz der Strahlen, kommt aber kurz vor seinem Ziel nicht mehr weiter. Obwohl der Notausschalter für die Alarmanlage direkt vor JB auf Gürtelhöhe ist, kann er sich weder vor noch zurück bewegen. Kage erinnert JB an das Training, vor allem an die „Ständer-Stützen“, mit deren Hilfe JB die Anlage deaktivieren kann. Dank des unfähigen Wachpersonals gelingt ihnen die Flucht.
Zurück in Los Angeles kommt es noch zu einer wilden Verfolgungsjagd – obwohl die Polizei das Fahrzeug nur wegen eines kaputten Rücklichts anhält, verliert KG die Nerven und gibt Gas. Nach einem Überschlag gelingt es beiden noch, in die Kanalisation zu entkommen, bevor ihr Auto explodiert. So schaffen sie es noch rechtzeitig zum Bandwettbewerb.
Als sie sich vor dem Wettbewerb um das PDS streiten, zerbrechen sie es – der Manager des Clubs macht ihnen Mut, sie würden das Plektrum nicht benötigen, der Rock beziehungsweise der Satan des Rock sei in ihnen und nicht im Plektrum. JB und KG stürmen auf die Bühne. Der Manager jedoch entpuppt sich als der Teufel persönlich, der dank des PDS wieder „komplett“ ist. Tenacious D, die zurück auf den Hof eilen, um noch die Fragmente des PDS zu nutzen, stehen nun dem Teufel gegenüber und fordern ihn zu einem „Rock Off“ heraus, einem Wettbewerb, bei dem sie mit ihrer Rockmusik gegeneinander antreten. Da der Teufel ein „Rock Off“ nicht verweigern darf, akzeptiert er. Mit seinem harten Heavy Metal spielt er beide in Grund und Boden. Als der Teufel seinen Gewinn einlösen und KG mit in die Hölle nehmen will, feuert er einen Blitz auf KG ab. JB wirft sich heldenmutig in die Schussbahn des Blitzes und dieser wird in letzter Sekunde von JBs Gitarre abgelenkt. Der reflektierte Blitz schmettert ein Horn des Teufels ab – dieser ist damit wieder „unkomplett“. JB erinnert sich an den Zauberspruch, um den Teufel wieder in die Hölle zurückzuschicken. Aus dem Horn bauen die beiden schließlich die BOD (Bong of Destiny).

## Hintergrund
Der Film ist um die alte HBO-Fernsehserie von Tenacious D aufgebaut. Viele der Figuren kamen schon in dieser Serie vor, wie zum Beispiel Lee und Sasquatch. Die Bar mit dem „Open-Mic-Abend“ sowie der Showmaster kommen in jeder der HBO-Folgen vor, auch der Running Gag, dass dieser jedes Mal eine Botschaft von Tenacious D vor deren Auftritt vorlesen muss.
Der Regisseur Liam Lynch erklärte im Making-of, dass der Film eine Art Vorgeschichte zu den HBO-Folgen darstellt und ca. ein Jahr vor der Serie spielt.
Kinostart in den USA war am 22. November 2006, in Deutschland am 8. Februar 2007.
Die Produktionskosten wurden auf rund 20 Millionen US-Dollar geschätzt.

### Trivia
- Zu Beginn des Films wird der bei THX-zertifizierten Filmen vorangestellte THX-Trailer auf die Schippe genommen, indem JB und KG als Zeichentrickfiguren unter Zuhilfenahme von „Chili Cheese“-Burritos und den daraus resultierenden Blähungen, den Soundcheck durchführen. Anstelle eines THX-Logos werden die Buchstaben „THC“ verwendet (in Anspielung auf Tetrahydrocannabinol, den Hauptwirkstoff von Cannabis). Anstelle des THX-Werbespruchs „the audience is listening“ (das Publikum hört zu) liest man den Satz „the audience is baking“ (das Publikum ist bekifft). Diese Szene wurde von John Kricfalusi, dem Schöpfer der Zeichentrick-Figuren Ren und Stimpy, umgesetzt, der auch für diverse Musikvideos von Tenacious D verantwortlich ist.
- In einer der ersten Szenen wird JB von vier Leuten verprügelt, die weiße Kleidung und bizarre Masken tragen. Hier wird eine Szene aus dem Film Uhrwerk Orange nachgestellt. Als die Gruppe auftaucht, wird auch ein kurzes Stück aus der Original-Filmmusik von Uhrwerk Orange gespielt sowie die Nadsat-Sprechweise aus diesem Film verwendet.
- Laut Audio-Kommentar der DVD beruht der im Film dargestellte „power-hug“ (in der deutschen Version „Power-Knuddeln“ genannt) auf einer Umarmung, die Tom Cruise einem anderen Mann bei der Premiere des Films Magnolia gegeben hatte. Diese übertriebene Gestik von Tom Cruise („the most powerful power-man-hug“) wollten Jack Black und Kyle Gass im Film nachstellen.
- In vielen Szenen werden einige Anspielungen an Filme oder Serien gemacht. Beispielsweise nennt KG während der Ausbildung JB „mein kleiner Grashüpfer“ wie einst Kwai Chang Caine während seiner Ausbildung in der Fernsehserie Kung Fu genannt wurde. (Im Original nennt er ihn „my little grassmoker“ anstatt grasshopper)
- KG trägt die meiste Zeit ein T-Shirt der Band Trainwreck, in der er auch Bandmitglied ist.
- Im Museum turnt JB durch ein Netz aus Laserstrahlen. Laut Audio-Kommentar ist dies eine Hommage an Mission: Impossible.
- KG erinnert JB an das „Cock-Push-Up-Training“ mit den Worten „Use the cock…“ (…benutze deinen Schwanz) in Anlehnung an das aus Star Wars bekannte „Use the Force!“ (Benutze die Macht!).
- Am Ende des Films meint KG, dass JB den besten Song der Welt spielen soll, dieser kann sich jedoch nicht an den Song erinnern; das ist eine Anspielung auf das Lied Tribute von Tenacious D, in dem es heißt „I couldn’t remember the greatest song in the world – this is just a tribute…“.
- Der Satan, gespielt von Dave Grohl, hat dasselbe Aussehen wie im Video zum Lied Tribute. Auch in diesem Video wird der Dämon von Dave Grohl dargestellt.
- Ben Stiller als Verkäufer im Gitarrengeschäft hatte bereits im Video zu Tribute einen Gastauftritt.
- Lee wohnt in Apartment 101, genauso wie Neo im Film Matrix. Dies ist eine Anspielung auf George Orwells Roman 1984, in dem der Room 101 eine wichtige Rolle spielt.
- KG spielt fast täglich das Videospiel „Maximum Overthruster“ – eine Verfolgungsjagd mit der Polizei, in einem blauen Wagen. Er scheitert immer bei einer Straßensperre, wo er es nicht schafft, über eine Rampe zu entkommen. Am Ende des Films tritt genau diese Situation in der Realität ein.
- Das einzige Stück auf dem Album The Pick of Destiny, das nicht im Film vorkommt, ist The Government Totally Sucks. Die Szene mit dem Lied wurde herausgeschnitten.
- Bei dem Auftritt im Pub, wo JB und KG das Stück Masterexploder spielen, ist John Konesky unter den Gästen. Konesky spielte beim zweiten Album und bei einigen Live-Auftritten die E-Gitarre.
- Der deutsche Verleiher organisierte zum Filmstart einen deutschlandweiten Luftgitarrenwettbewerb, den Tenacious D – Air Guitar Contest. Per Publikumsentscheid wurde ein Künstler, der einen Song des Films unter Wasser spielte, zum Sieger erkoren.
- In ihrer Gestaltung ähnelt die von Dave Grohl gespielte Figur des Satans dem roten Herr der Finsternis in dem Fantasyfilm Legende von 1985.

### Synchronisation
Die deutsche Synchronfassung entstand bei der FFS Film- & Fernseh-Synchron GmbH, Berlin. Tobias Müller schrieb das Dialogbuch und Norman Matt führte Regie.
| Figur                 | Darsteller             | Deutscher Sprecher |
| --------------------- | ---------------------- | ------------------ |
| JB                    | Jack Black             | Tobias Meister     |
| KG                    | Kyle Gass              | Detlef Bierstedt   |
| Lee                   | JR Reed                | Tobias Kluckert    |
| Der Fremde            | Tim Robbins            | Stefan Fredrich    |
| Satan                 | Dave Grohl             | Jan Spitzer        |
| Der Gitarrenladen-Typ | Ben Stiller            | Oliver Rohrbeck    |
| Sasquatch             | John C. Reilly         | Lutz Schnell       |
| Sicherheitsmann       | Fred Armisen           | Frank Schaff       |
| Truck Stop Kellnerin  | Amy Poehler            | Debora Weigert     |
| Mädchen #1            | Lara Everly            | Anne Helm          |
| Mädchen #2            | Brittany Eldridge      | Jill Böttcher      |
| Mädchen #3            | Melissa-Anne Davenport | Esra Vural         |
| Frau                  | Amy Adams              | stumm              |

## Soundtrack
Das Soundtrack-Album The Pick of Destiny zum Film erschien am 14. November 2006 und ist gleichzeitig das zweite Album von Tenacious D nach Tenacious D (2001). Unterstützt wird die Band auf dem Album wiederum von Dave Grohl, Meat Loaf, Ronnie James Dio und einigen anderen.

## Kritiken

### USA
In den USA wurde der Film vor allem wegen seiner häufigen Szenen von Drogenmissbrauch stark kritisiert. Auch wurde der Film dahingehend kritisiert, dass er viele sexuelle Anspielungen hätte sowie sich einer sehr schmutzigen Sprache bediene. Ansonsten fielen die Kritiken weitestgehend positiv aus. Auf Metacritic erhielt der Film eine Wertung von 55 von 100 basierend 29 Kritiken, was auf gemischte bis positive Bewertungen schließen lässt. Auch die auf Rotten Tomatoes ausgewerteten Kritiken ergaben ein gemischtes Bild. 52 % der 124 Reviews waren positiv, bei einer durchschnittlichen Wertung von 5,6/10.

### Deutschland
In Deutschland fielen die Kritiken teilweise sehr negativ aus. Critic.de schreibt unter anderem, dass die schauspielerische Leistung von Kyle Gass auf ein paar Mimiken und Gesichtsausdrücke beschränkt sei, und Regisseur Liam Lynch auf das Augenbrauenwackeln von Jack Black setze. Die Cameo-Auftritte von Ben Stiller, Meat Loaf und Tim Robbins seien die einzigen humorvollen Höhepunkte. Ansonsten sei der Film eher was für eingefleischte Fans des Heavy Metal und alle Leute, die den Rock schätzen.
Kino.de hingegen bewerten diesen Film als eine Pseudo-Dokumentation der Bandgeschichte von Tenacious D. Das Motto: Wayne’s World und This Is Spinal Tap lassen grüßen.
Schnitt.de wiederum zeichnet folgendes Bild: Nach dem gelungenen Intro inklusive Moralpredigt durch Meat Loaf verliert der Film, da die Handlung dünner wird. Jedoch vermag Jack Blacks Talent zu „rocken“, was das Zeug hält, schließlich doch noch zu unterhalten.

### Österreich
Die Kritiken aus Österreich zeigen ein ähnliches Bild (wie in Deutschland). Der Kurier bezeichnet den Film als eine „pubertierende Kiffer-Komödie“, und hakt ebenfalls bei der dünnen Handlung ein.
In den Oberösterreichischen Nachrichten meinte man am 10. Februar 2007, dass Fans von Jack Black und Tenacious D ihre Freude an diesem Filmchen haben werden, für alle anderen würden einige lustige Einfälle bleiben und die Erkenntnis, dass Jack Black seine Art von Humor konsequent durchgezogen hat. In der überdrehten und sinnfreien Geschichte würde ein Kurzauftritt eines Stars den nächsten jagen.
Der Falter bezeichnet den Film ebenfalls als Pseudo-Dokumentation.
Positives kommt von Filmtipps.at, hier wird die Komödie durchaus gut bewertet, vor allem aufgrund von Jack Blacks körperlichem Einsatz.